# Beowulf: Die Ungeheuer und ihre Kritiker
Beowulf: The Monsters and the Critics (deutsch: Die Ungeheuer und ihre Kritiker) war eine Vorlesung, die J. R. R. Tolkien 1936 über die Literaturkritik an dem altenglischen Heldenepos Beowulf hielt. Das Manuskript wurde erstmals im selben Jahr in den Proceedings of the British Academy veröffentlicht und ist seitdem vielfach in verschiedenen Sammlungen wiedergegeben worden, unter anderem in The Monsters and the Critics and Other Essays, einer 1983 von Christopher Tolkien herausgegebenen Sammlung von Tolkiens wissenschaftlichen Aufsätzen.
Der Aufsatz wird als wegweisendes Werk in der modernen Beowulf-Erforschung betrachtet. In seinem Vortrag spricht sich Tolkien gegen die Kritiker aus, die die phantastischen Elemente des Gedichts (wie z. B. Grendel und den Drachen) herunterspielen, damit sie Beowulf allein als Quelltext für angelsächsische Geschichtsforschung betrachten können. Tolkien argumentiert, dass diese fiktiven Elemente keineswegs belanglos sind, sondern als Schlüsselelemente der Erzählung dienen und daher im Brennpunkt der Forschung stehen sollten. Er erzeugte damit eine vermehrte Beachtung der zuvor vernachlässigten literarischen Qualitäten des Epos und führte weiterhin an, dass man es als ein Kunstwerk, nicht als historisches Dokument verstehen müsse. Spätere Literaturkritiker, die in diesem Punkt Tolkiens Meinung waren, haben ihn routinemäßig zitiert, um ihre eigenen Standpunkte zu festigen.
Der Aufsatz ist immer noch ein üblicher Quelltext für Studenten und Wissenschaftler, die Beowulf erforschen, und wurde von Seamus Heaney in der Einleitung zu seiner Übersetzung des Gedichtes gelobt. Bruce Mitchell und Fred C. Robinson nennen ihn in ihrem Beowulf, An Edition (1998) „die einflussreichste Literaturkritik des Gedichtes, die je geschrieben wurde“ (“the most influential literary criticism of the poem ever written”). Das Papier wirft auch Licht auf viele von Tolkiens Vorstellungen zur Literatur und dient als Quelle für diejenigen, die seine Schriften intensiver studieren.
Die Vorlesung war Teil einer längeren Reihe, die in zwei Manuskriptversionen existiert, welche 2002 zusammen als Beowulf and the Critics von Michael D. C. Drout herausgegeben wurden.

## Ausgaben (Auswahl)
- J. R. R. Tolkien: Beowulf: The Monsters and the Critics. In: Proceedings of the British Academy, Band 22, 1936, S. 245–295 (online (Memento vom 29. Oktober 2013 im Internet Archive)).
- J. R. R. Tolkien: The Monsters and the Critics. Herausgegeben von Christopher Tolkien. George Allen & Unwin, London 1983, ISBN 0-0480-9019-0.
- Lewis E. Nicholson (Hrsg.): An Anthology of Beowulf Criticism. University of Notre Dame Press, Notre Dame 1963, ISBN 0-268-00006-9.
- J. R. R. Tolkien: Beowulf: Die Ungeheuer und ihre Kritiker. In: J. R. R. Tolkien: Gute Drachen sind rar. Drei Aufsätze. Aus dem Englischen von Wolfgang Krege. Klett-Cotta, Stuttgart 1983, ISBN 3-608-93064-7, S. 141–214.